# Каролін (Білобжезький повіт)
Каролін (пол. Karolin) — село в Польщі, у гміні Промна Білобжезького повіту Мазовецького воєводства.
Населення — 76 осіб (2011).
У 1975-1998 роках село належало до Радомського воєводства.

## Демографія
Демографічна структура станом на 31 березня 2011 року:
|          | Загалом | Допрацездатний вік | Працездатний вік | Постпрацездатний вік |
| -------- | ------- | ------------------ | ---------------- | -------------------- |
| Чоловіки | 36      | 5                  | 27               | 4                    |
| Жінки    | 40      | 8                  | 23               | 9                    |
| Разом    | 76      | 13                 | 50               | 13                   |